# Выезд Генриха Набожного из Легницы
«Выезд Генриха Набожного из Легницы» (пол. Wyjazd Henryka Pobożnego z Legnicy) — картина польского художника Яна Матейко на исторический сюжет, созданная в 1865 году. Хранится в Национальном музее в Познани.

## Описание
Центральный персонаж картины — Генрих II Набожный, князь силезский и краковский из династии Пястов. Матейко изобразил тот момент, когда Генрих выезжает во главе войска из города Легница, чтобы дать бой монголам (9 апреля 1241 года). В этом бою Генрих погиб, его армия была наголову разгромлена.